# Покривник червоноокий
Покривни́к червоноокий (Percnostola goeldii) — вид горобцеподібних птахів родини сорокушових (Thamnophilidae). Мешкає в Амазонії. Вид названий на честь швейцарського натураліста Еміля Гельді. Раніше його відносили до роду Покривник (Myrmeciza), однак за результатами молекулярно-генетичного дослідження, яке показало поліфілітичність цього роду, його було переведено до роду Аляпі (Percnostola).

## Поширення і екологія
Червоноокі покривники мешкають на південному заході Бразильської Амазонії (південь Акрі і південний захід Амазонасу), на південному сході Перу (південь Укаялі, схід Куско і Мадре-де-Дьйос) і на північному сході Болівії (Пандо, північний Ла-Пас). Вони живуть в нижньому ярусі амазонської сельви і варзейських лісів (тропічних лісів у заплавах Амазонки і її притоків). Зустрічаються на висоті до 450 м над рівнем моря.